# برکای واردار
برکای واردار (انگلیسی: Berkay Vardar؛ زادهٔ ۱۴ ژانویهٔ ۲۰۰۳) بازیکن فوتبال اهل جمهوری آذربایجان است.
از باشگاه‌هایی که در آن بازی کرده‌است می‌توان به باشگاه فوتبال بشیکتاش اشاره کرد.
وی همچنین در تیم‌های ملی فوتبال زیر ۱۷ سال جمهوری آذربایجان، زیر ۱۹ سال جمهوری آذربایجان، و زیر ۲۱ سال ترکیه بازی کرده‌است.